# 1279
Năm 1279 là một năm trong lịch Julius.

## Sự kiện
Thừa tướng Lục Tú Phu ôm hoàng đế cuối cùng của nhà Tống là Tống đế Bính nhảy xuống biển tự vẫn. Nhà Nam Tống diệt vong. Hốt Tất Liệt thống nhất Trung Quốc, lập nên nhà Nguyên.